# Programma Sputnik

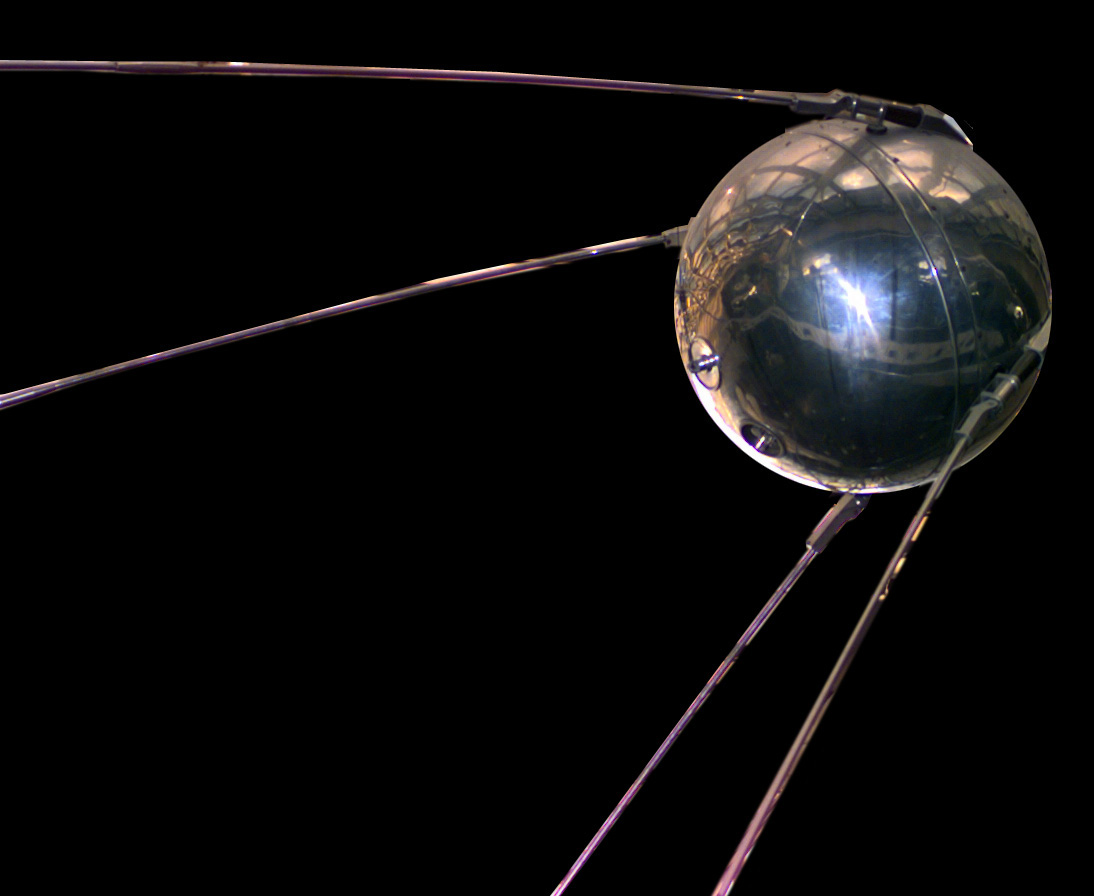
Replica dello Sputnik 1

Il programma Sputnik (in russo Спутник?, lett. "compagno di viaggio" o "satellite") fu una serie di missioni spaziali senza esseri umani promosse dall'Unione Sovietica alla fine degli anni cinquanta finalizzate alla messa in orbita di satelliti artificiali. Ufficialmente era il nome dei veicoli spaziali delle prime tre missioni - Sputnik 1, Sputnik 2 e Sputnik 3 - mentre le successive designazioni, come Sputnik 4 o Sputnik 5, furono attribuite dal mondo occidentale poiché a quel tempo non erano conosciuti i nomi originali sovietici.
Il programma portò al lancio del primo satellite della storia, lo Sputnik 1, avvenuto il 4 ottobre 1957, e diede inizio all'epoca dell'esplorazione spaziale. Tutti gli Sputnik vennero messi in orbita dal razzo vettore R-7 (Semërka), originariamente progettato per scopi bellici.

## Satelliti artificiali

### Ufficialmente denominati Sputnik
- Sputnik 1: lanciato il 4 ottobre 1957, primo satellite artificiale della storia.[3]
- Sputnik 2: lanciato il 3 novembre 1957 con a bordo il cane Laika
- Sputnik 3: lanciato il 15 maggio 1958 al secondo tentativo

### Altri satelliti artificiali conosciuti come Sputnik in occidente
- Sputnik 4 (Korabl'-Sputnik 1): lanciato il 15 maggio 1960
- Sputnik 5 (Korabl'-Sputnik 2): lanciato il 19 agosto 1960 con a bordo 2 cani, 40 topi, 2 ratti e una varietà di piante
- Sputnik 6 (Korabl'-Sputnik 3): lanciato il 1º dicembre 1960
- Sputnik 7 (Tjažëlyj-Sputnik 4) e Sputnik 8 (Tjažëlyj-Sputnik 5): erano in realtà le piattaforme di lancio orbitali delle prime due sonde del programma Venera
- Sputnik 9 (Korabl'-Sputnik 4): lanciato il 9 marzo 1961 con a bordo un cane e un manichino
- Sputnik 10 (Korabl'-Sputnik 5): lanciato il 25 marzo 1961 con a bordo un cane e un manichino

Dal 1962 i sovietici iniziarono dei collaudi di satelliti artificiali che chiamarono genericamente Cosmos, ma gli occidentali continuarono per un certo periodo con la vecchia denominazione, per cui, ad esempio, anche il Cosmos 1 fu chiamato Sputnik 11 e così avvenne anche per le successive sette missioni del progetto Cosmos. Furono denominate impropriamente Sputnik anche alcune sonde spaziali sovietiche che fallirono l'obiettivo della missione; l'ultima di esse fu lo Sputnik 25, sonda destinata all'esplorazione della Luna, che non riuscì a lasciare l'orbita terrestre.